# 奧爾良 (安大略省)
奧爾良（英語： /ɔːrˈliːnz/；法語： [ɔʁleɑ̃]）是加拿大安大略省渥太華的一個社区。它位于渥太華河沿岸，距渥太華市中心約16 km（10 mi）。
根據2021年加拿大人口普查，奧爾良人口為125,937人，亦擁有為數不少的法語人口。
在2001年并入渥太华之前，奥尔良社区分布在两个市政管辖区，合并前的东部属于甘白蘭市，西部属于吿士打市。根据 2021 年人口普查，奧爾良以前屬於甘白蘭的部分居住着75,453人，以前屬於吿士打的部分則居住着50,484人。如今，奧爾良擁有奧爾良東-甘白蘭、奧爾良西-賢士以及奧爾良南-納文三個市選區。

## 歷史

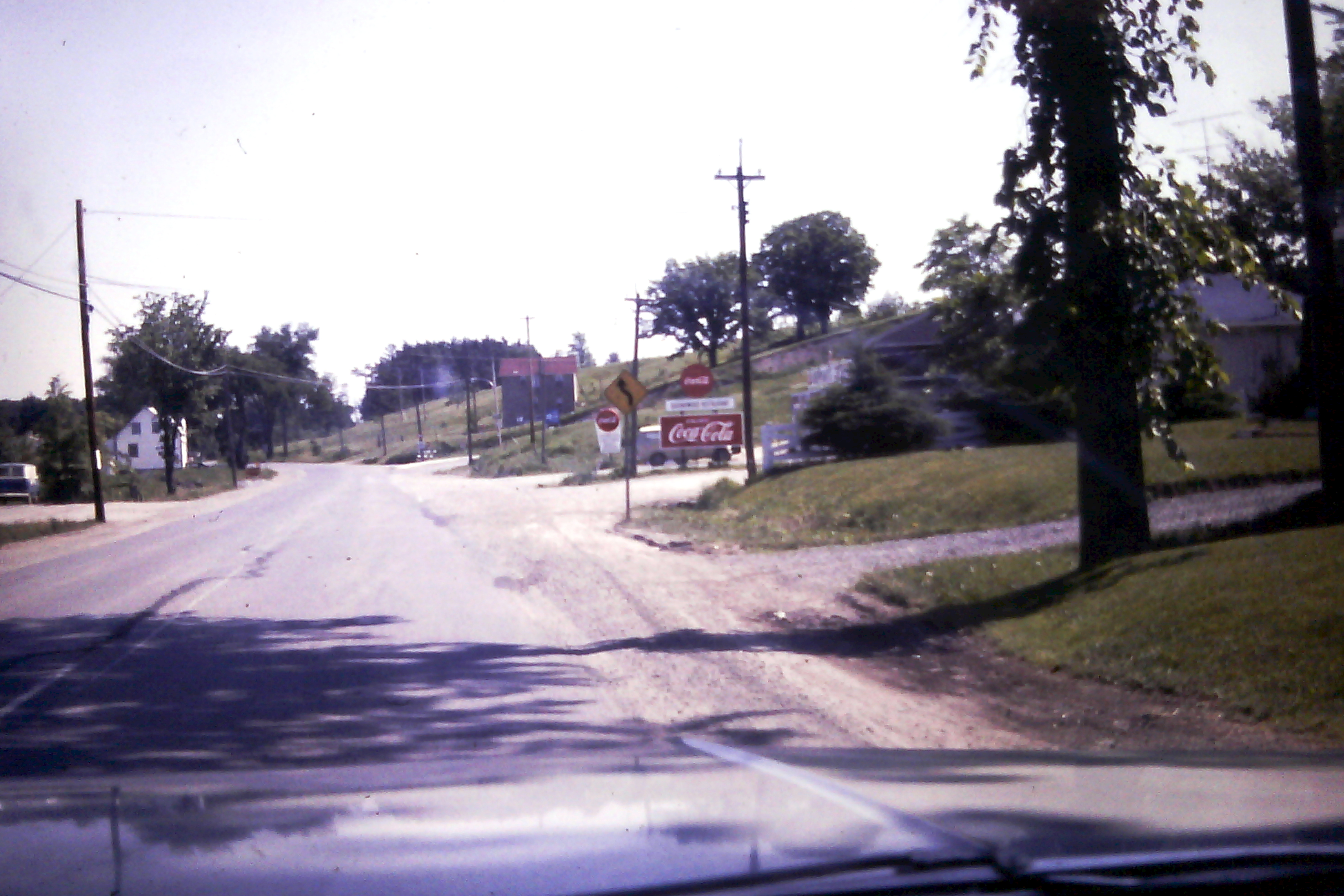
聖若瑟大道，约 1971 年。背景是杜福德山 (Duford Hill) 至崑士活高地 (Queenswood Heights)（可口可乐标志后面）。現在的奧爾良廣場位于左边，牙科诊所位于右边。

19世纪30年代，最早的拓荒者抵达今天被稱為奧爾良的地區。杜普伊斯家族、贝塞尔家族、梅杰家族、杜福德家族和维齐纳家族是最早的法语家族之一。一些讲英语的家庭也从早期就以奧爾良為家，比如肯尼一家和麦克尼利一家。 
1858年，卡爾頓縣為吿士打鎮登記了第一份分區計劃（第1及2號地皮），並創建了奧爾良聖若瑟村。1859年，弗朗索瓦·杜普伊 (François Dupuis) 也注册了他的地皮 (3號地皮)，其中包括聖若望街、杜貝爾街以及聖嘉祿街。
1850年代末，埃布拉德主教以法国同名城市的名字為這個社區命名。根据加拿大地名常设委员会的档案，他早在1859年就申请建立一个邮局，並於1860年获得批准。 
1860年，亞豐素·馬略·沙伊拿神父被任命為與該年成立的奧爾良聖若瑟堂區的常驻神父。1880年，該堂區由43個英语家庭和131個法语家庭组成。
1885年，第一座教堂正式落成。1922年，第二座教堂（即现在的教堂）取代了被大火烧毁的第一座教堂。那個堂區神父是伊拉略·沙特朗。
同年（1922年），奧爾良正式成为一个半自治市鎮，稱為警察村，使更多决策得以由當地完成。警察村由三名被選出的志愿者組成的委員會管理，負責維持公共安寧及衛生。當時，該村屬於吿士打鎮，而吿士打鎮又屬於卡爾頓縣。然而，一些堂區居民居住在甘白蘭鎮，也就是位於作為兩鎮邊界的尚普蘭街以東。
到了1950年代，聖若瑟大道成為了一条主幹道，沿路商店鳞次栉比，新的餐馆也纷纷开业。随着俱乐部和社区协会的成立，社会生活呈现出明显的社区色彩。1955年，随着第一个商会的成立，奥尔良的商機得到了可見的改善，商会为各种事业和因由而奔走，比如是在1960年時，商會帶頭推動一個現代化的供水及污水系統。 1958年，各大發展商開始推動奧爾良的市郊發展，並使奧爾良從一個鄉村地區蛻變成一個睡城。
奧爾良第一個大型的發展是1958年的崑士活高地 (Queenswood Heights)。1970年，灰衣修女會 (Grey Nuns of Charity) 將500英畝（200公頃）土地出售给 Costain 和 Minto 兩家地產公司，使他們得以在道風谷 (Convent Glen)、奧爾良森林 (Orléans Woods)以及沙特朗村 (Chatelaine Village) 等社區發展。
1974年1月1日，奧爾良聖若瑟村被併入渥太華-卡爾頓地區。在1970年代，該村第一所高中正式開學，而那所高中的青年也開始在課餘時間開設不同的活動。
奧爾良人口及房屋在1981年至1991年間快速增長。在該十年裡，奧爾良的人口從二萬四千人飛升至七萬人，甚至在1980年代成為全國人口增長率第二高的社區。
在1989年，奧爾良正式成為一個獨立的市鎮，甘白蘭鎮亦將鎮公所遷入奧爾良。奧爾良的發展在1990年代依舊蓬勃，還見證了奧爾良商場的最終擴建、不同新企業開辦、四所新高中開學等等。
於2001年，奧爾良被併入了渥太華市，成為了市區第16區（現為第15區）。自2000年開始的全國地產熱潮導致了東奧爾良地區（致禮路以西和賢士路以南）開始被發展，例如新社区阿華隆和諾定關（包括諾定山）。該地區的人口增長促使了賢士道被擴闊，由原有的雙線雙程道路改為四線雙程。隨著賢士路被擴建，該路在致禮路和博智路間的路段亦被發展為商業區。

## 圖片

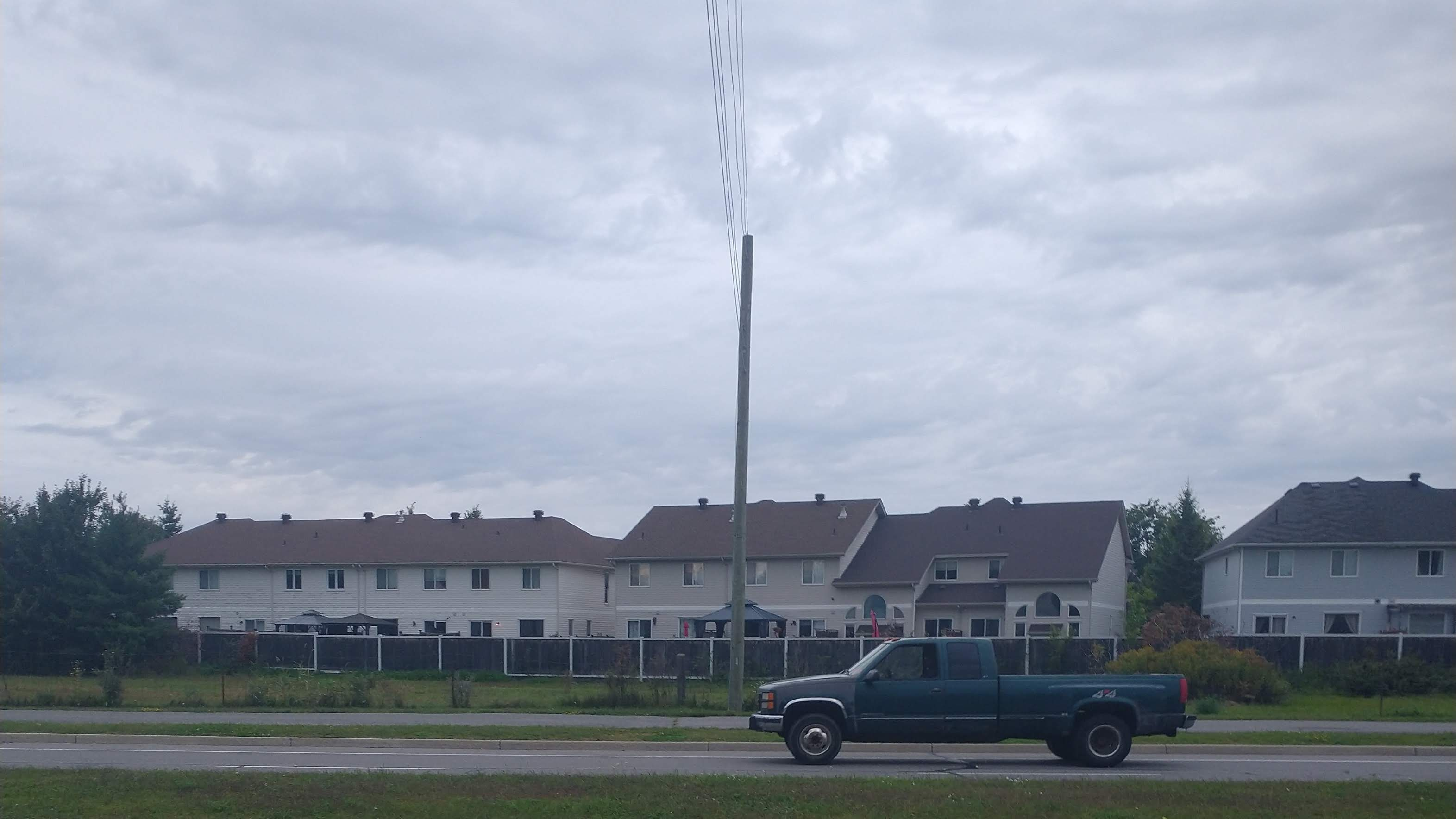
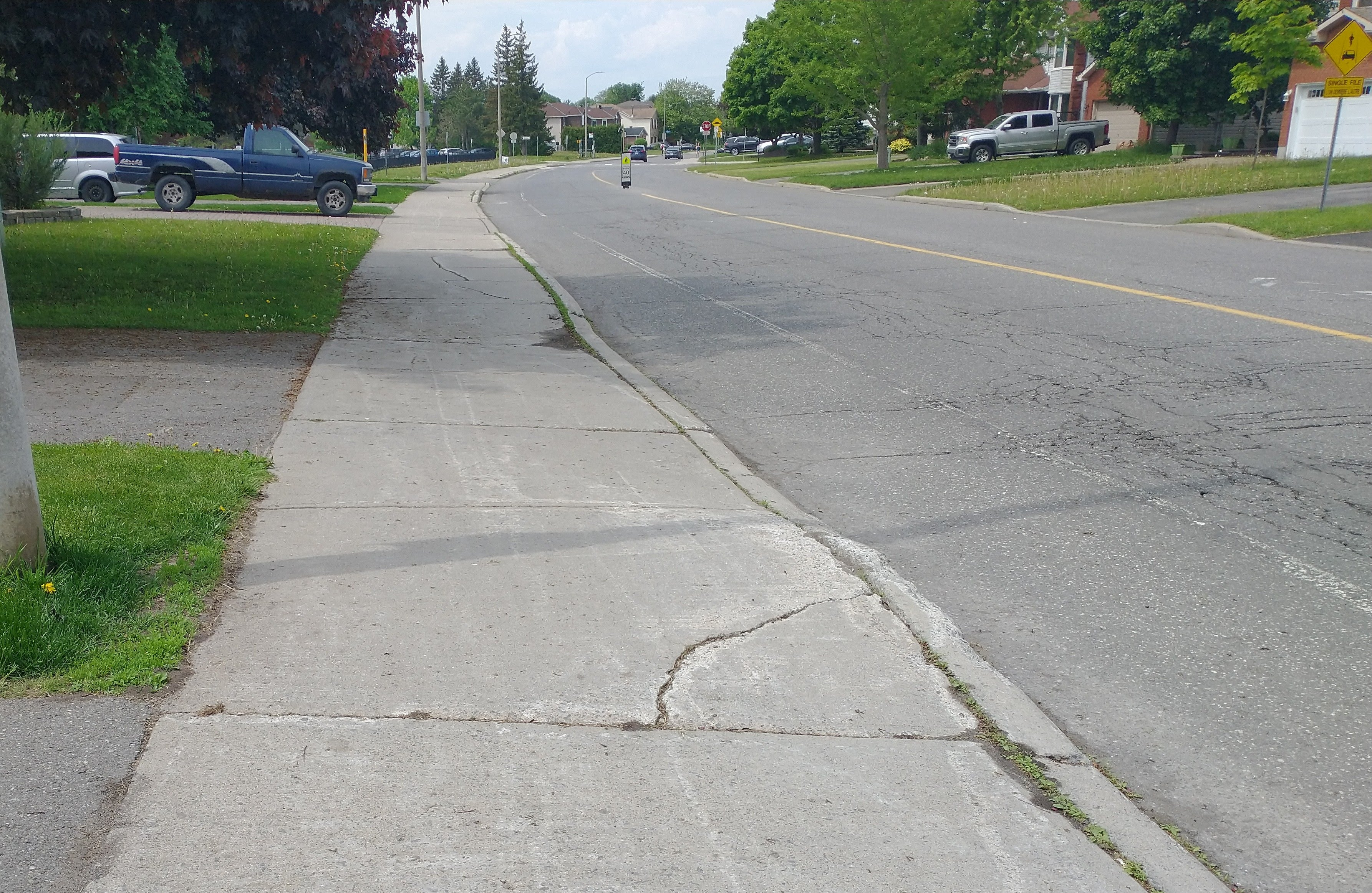
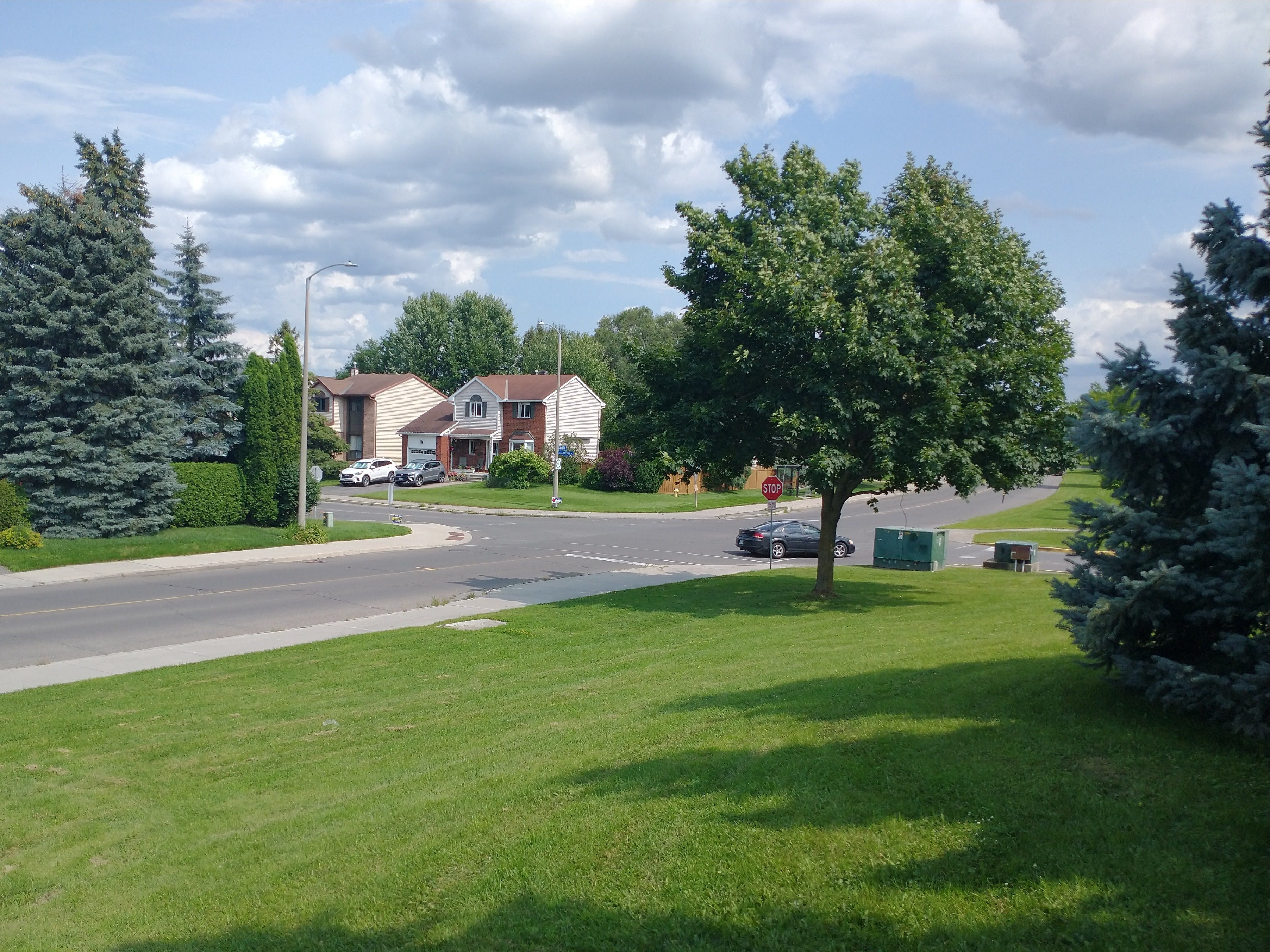
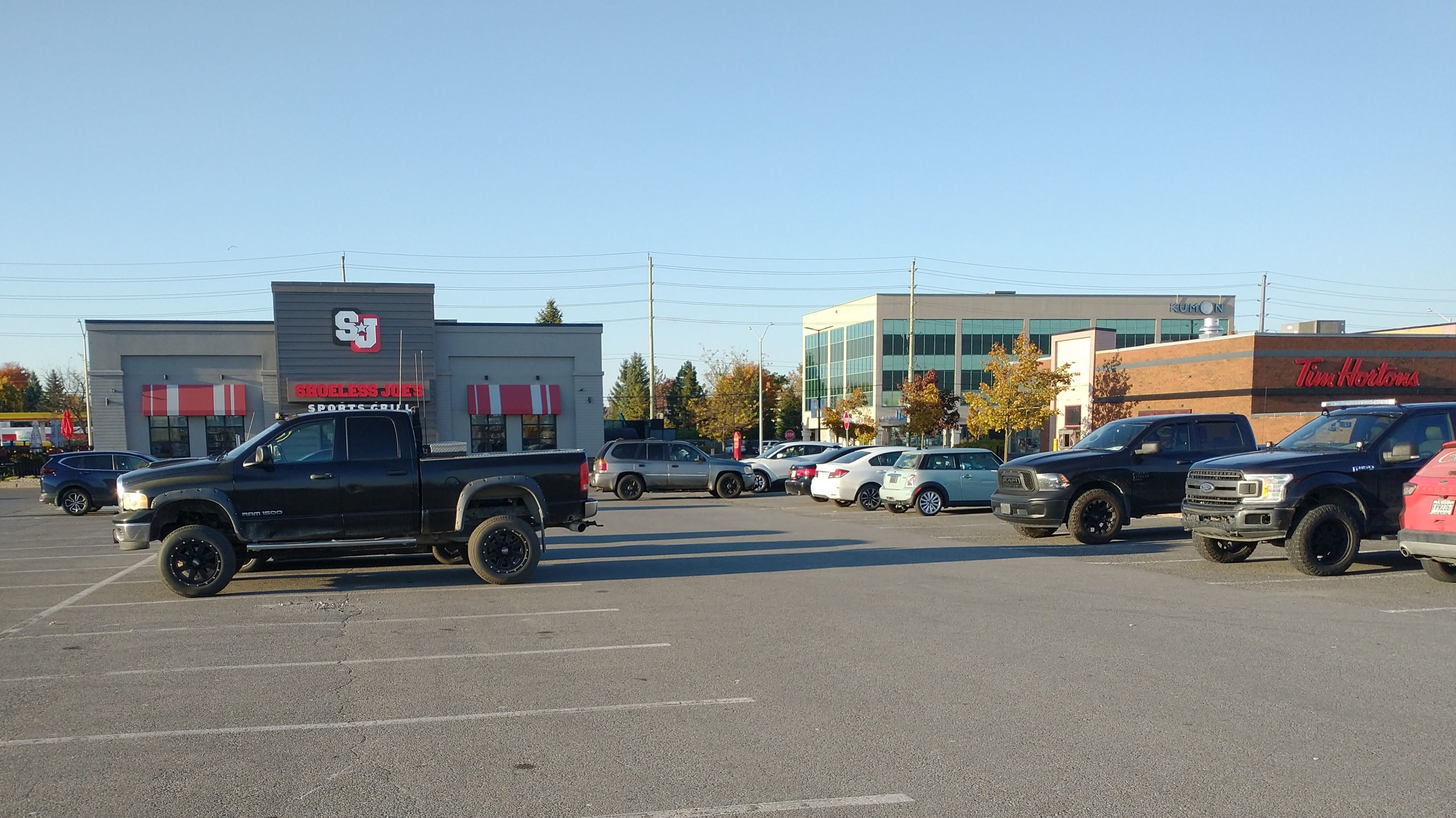
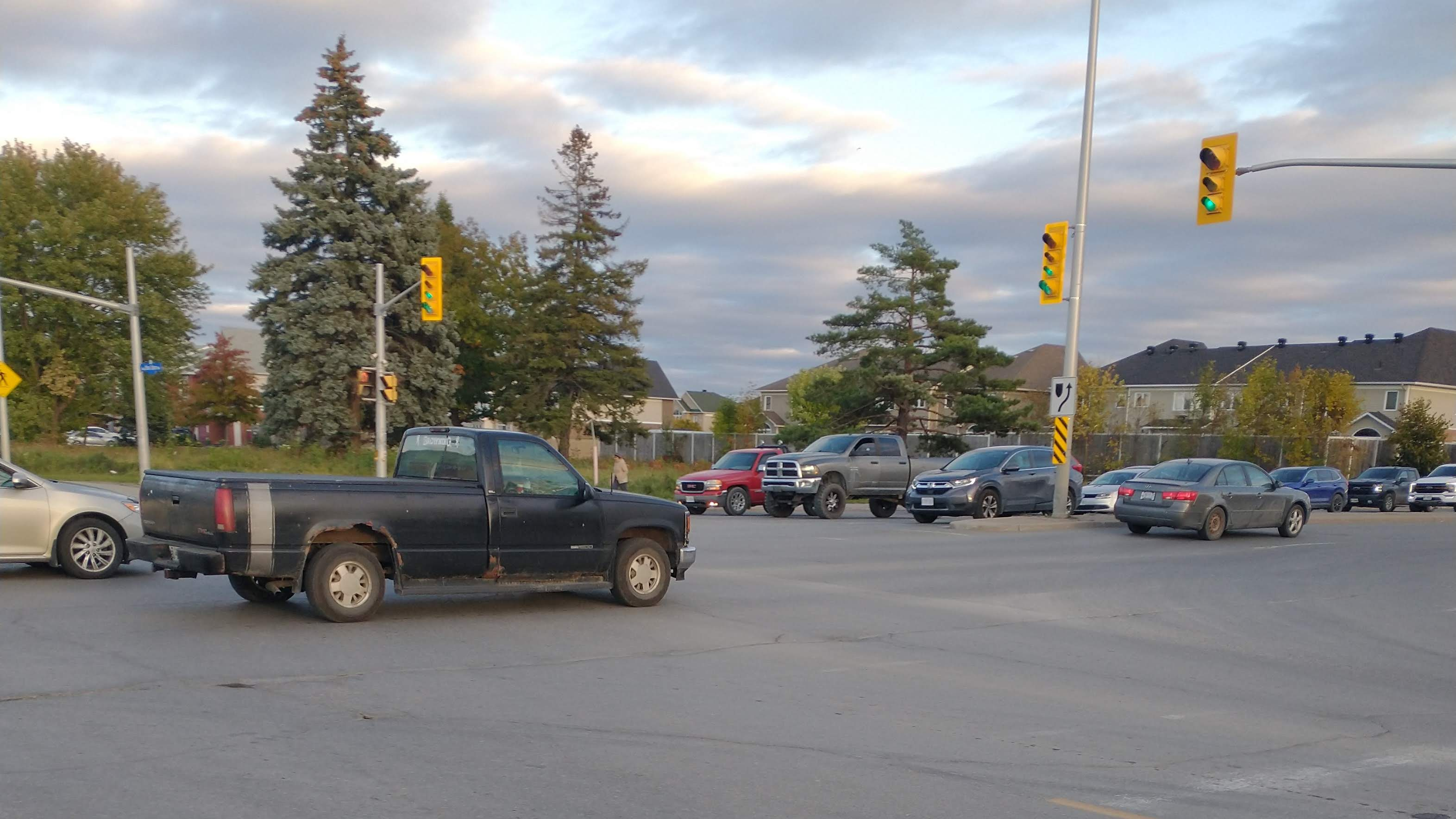
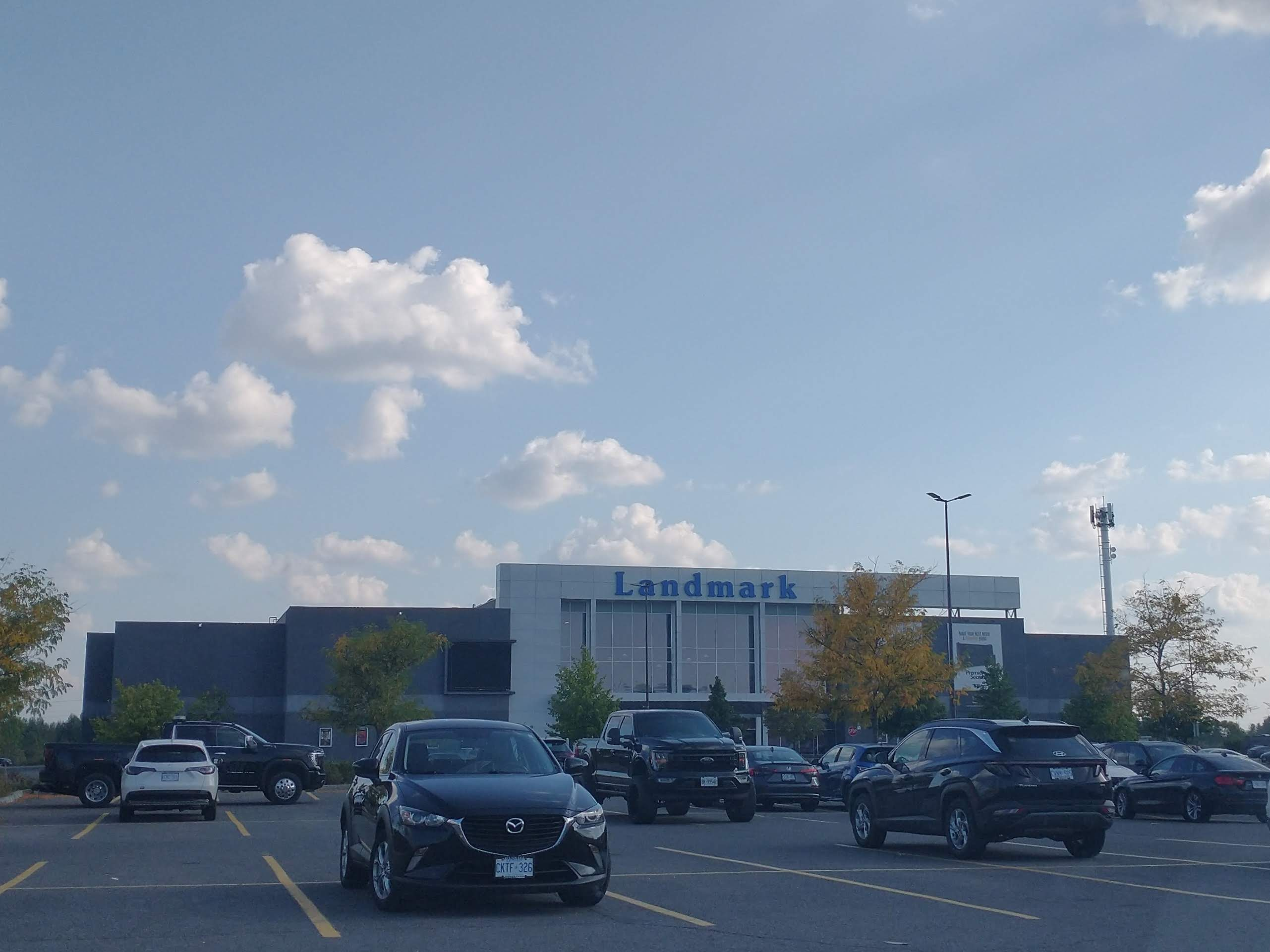
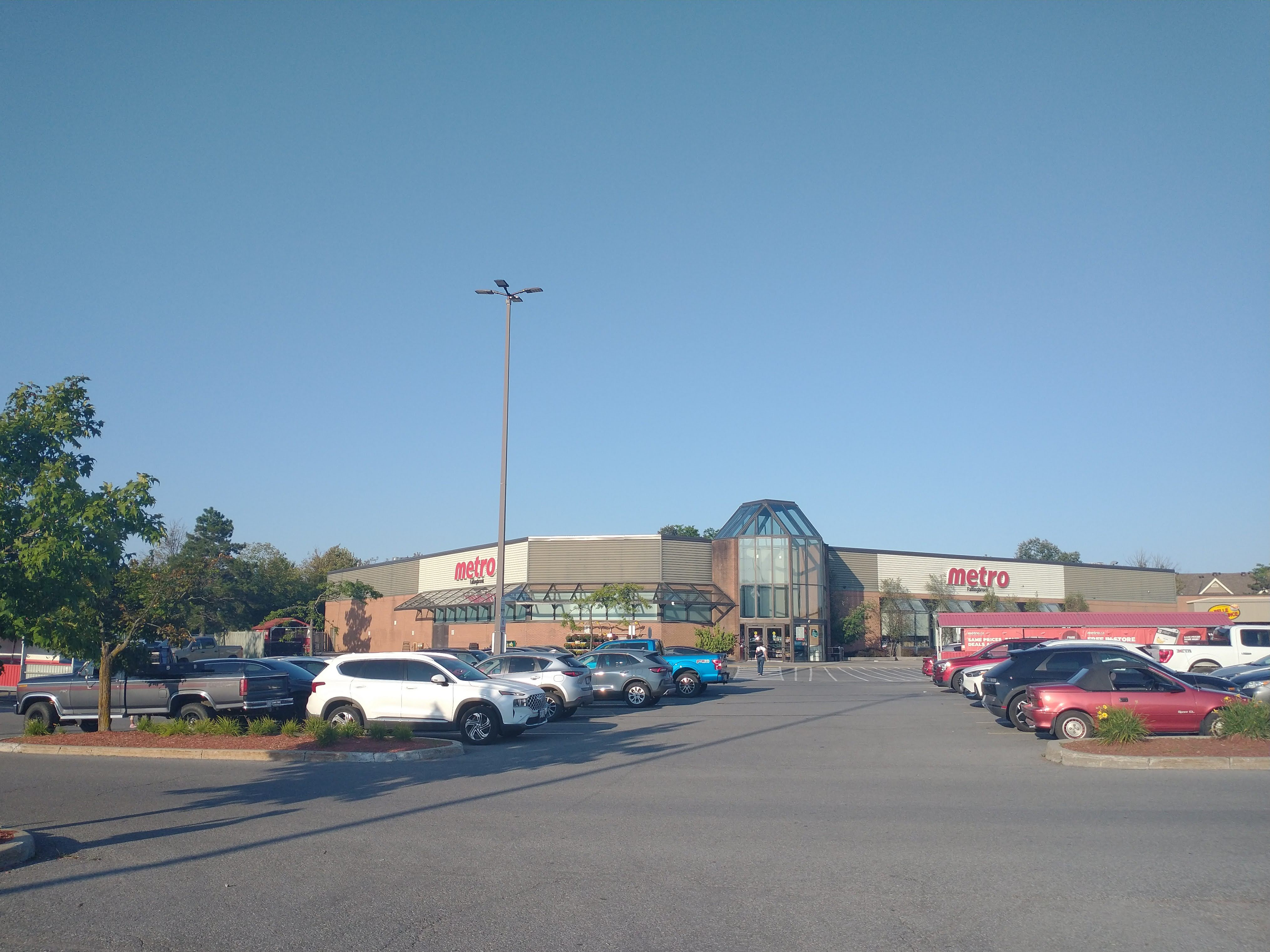
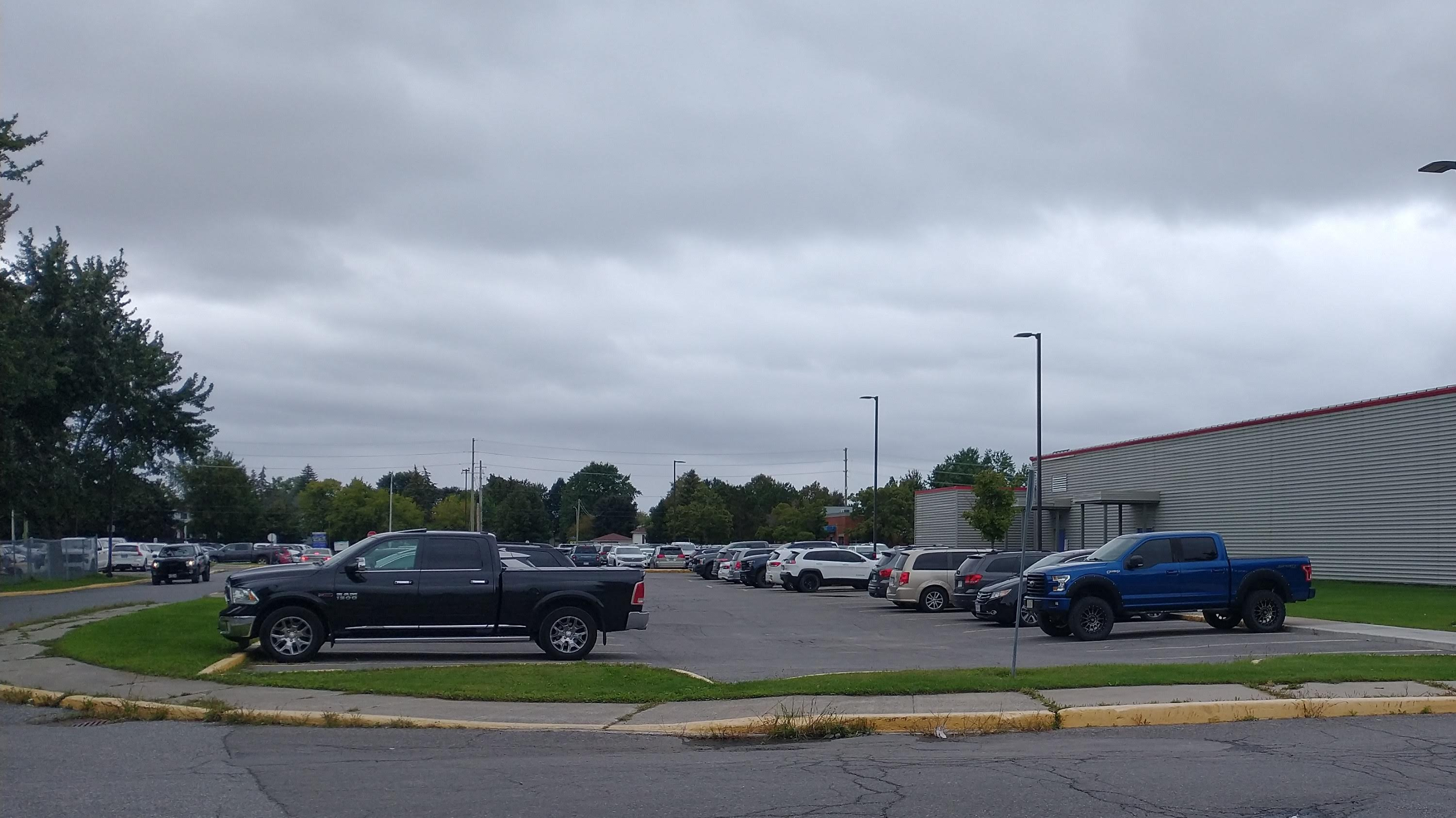
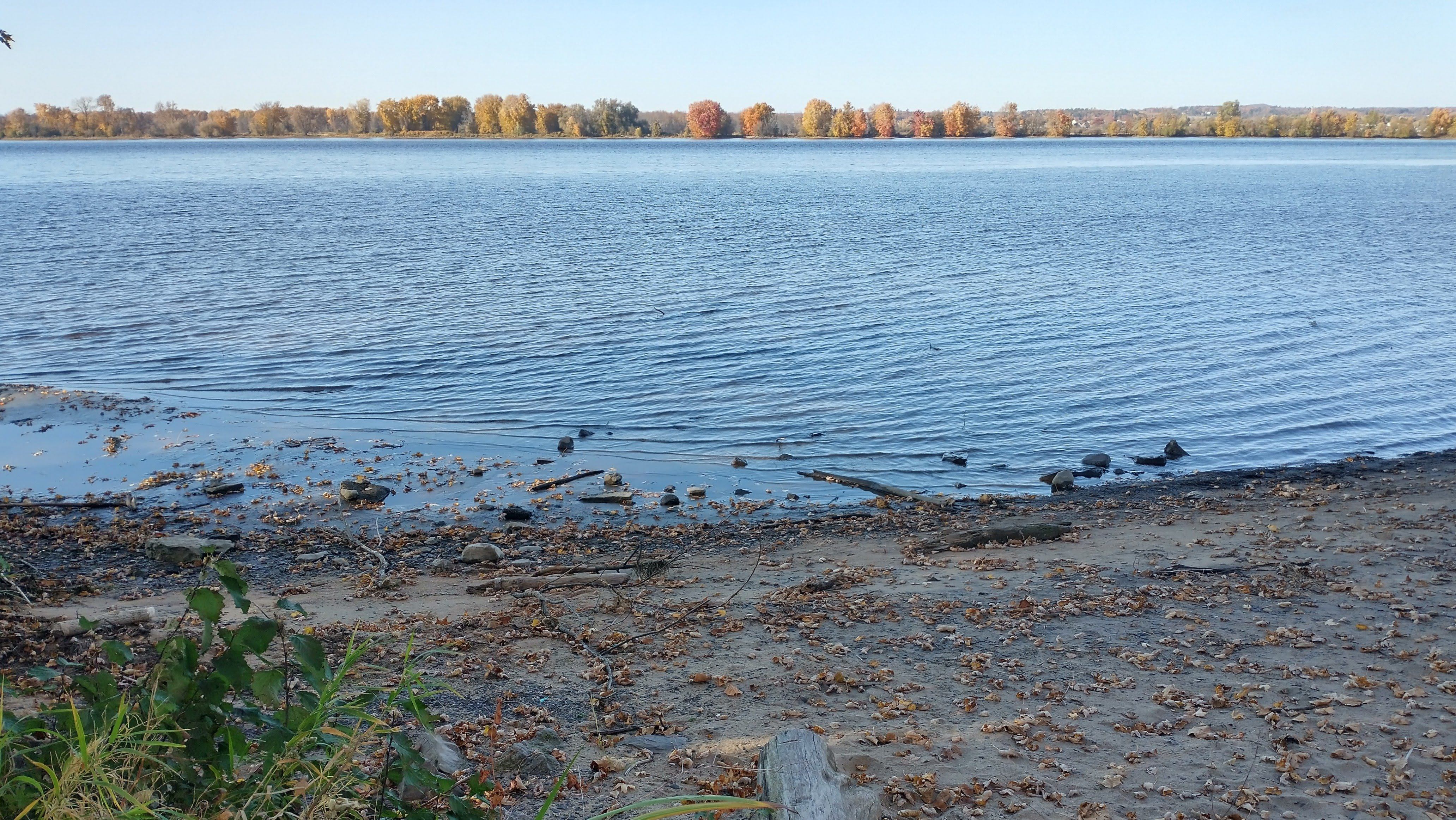
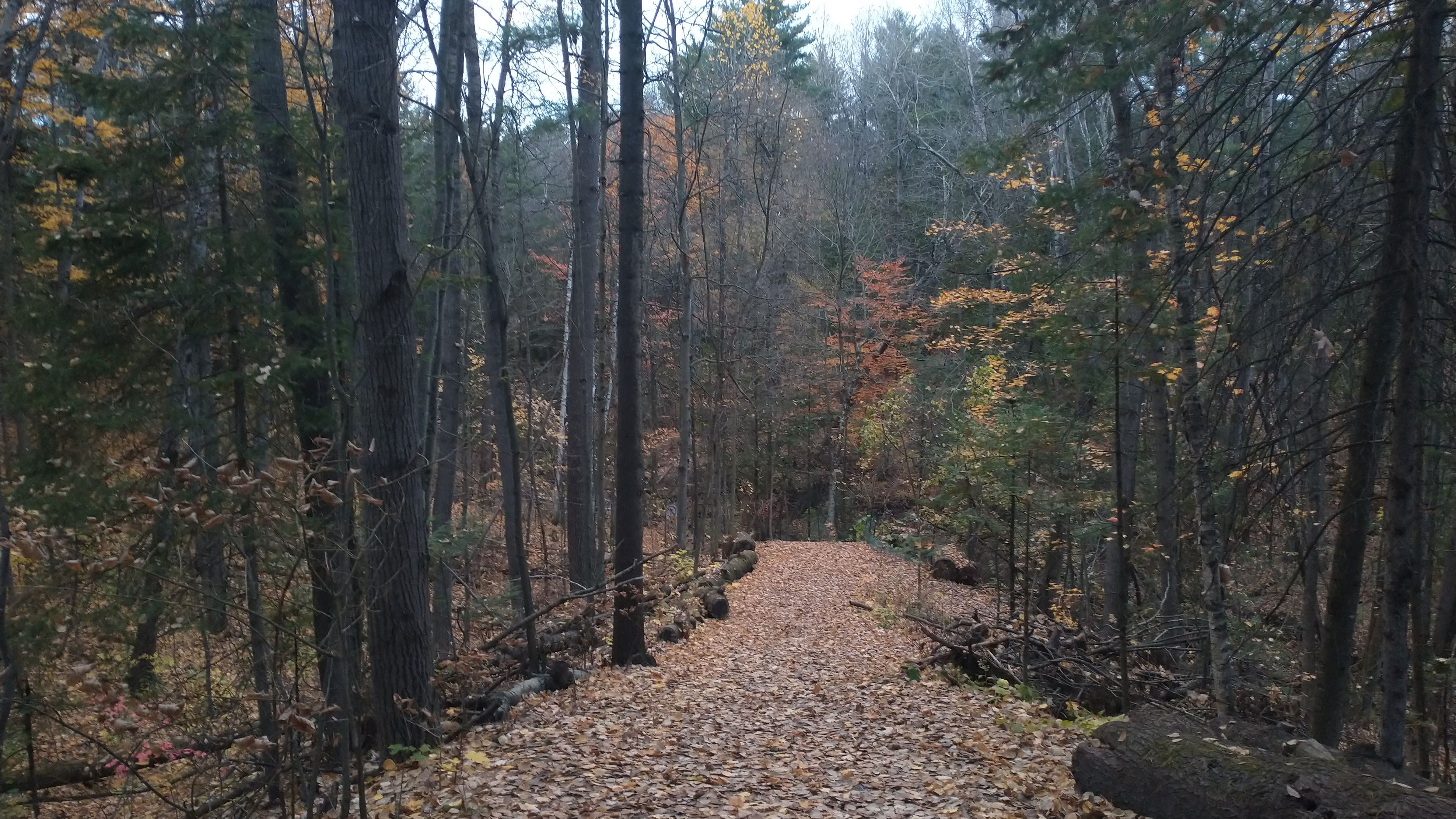
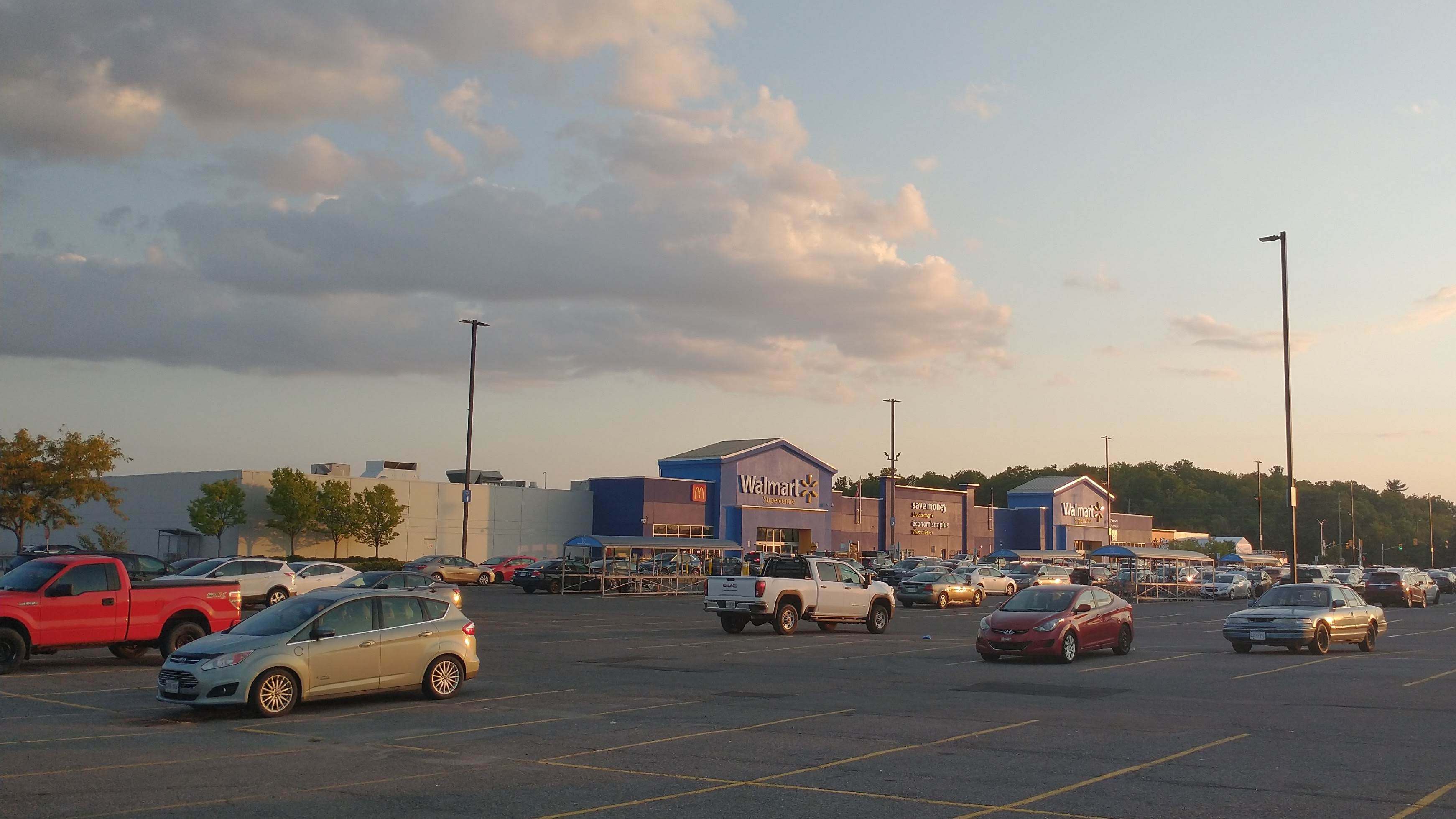
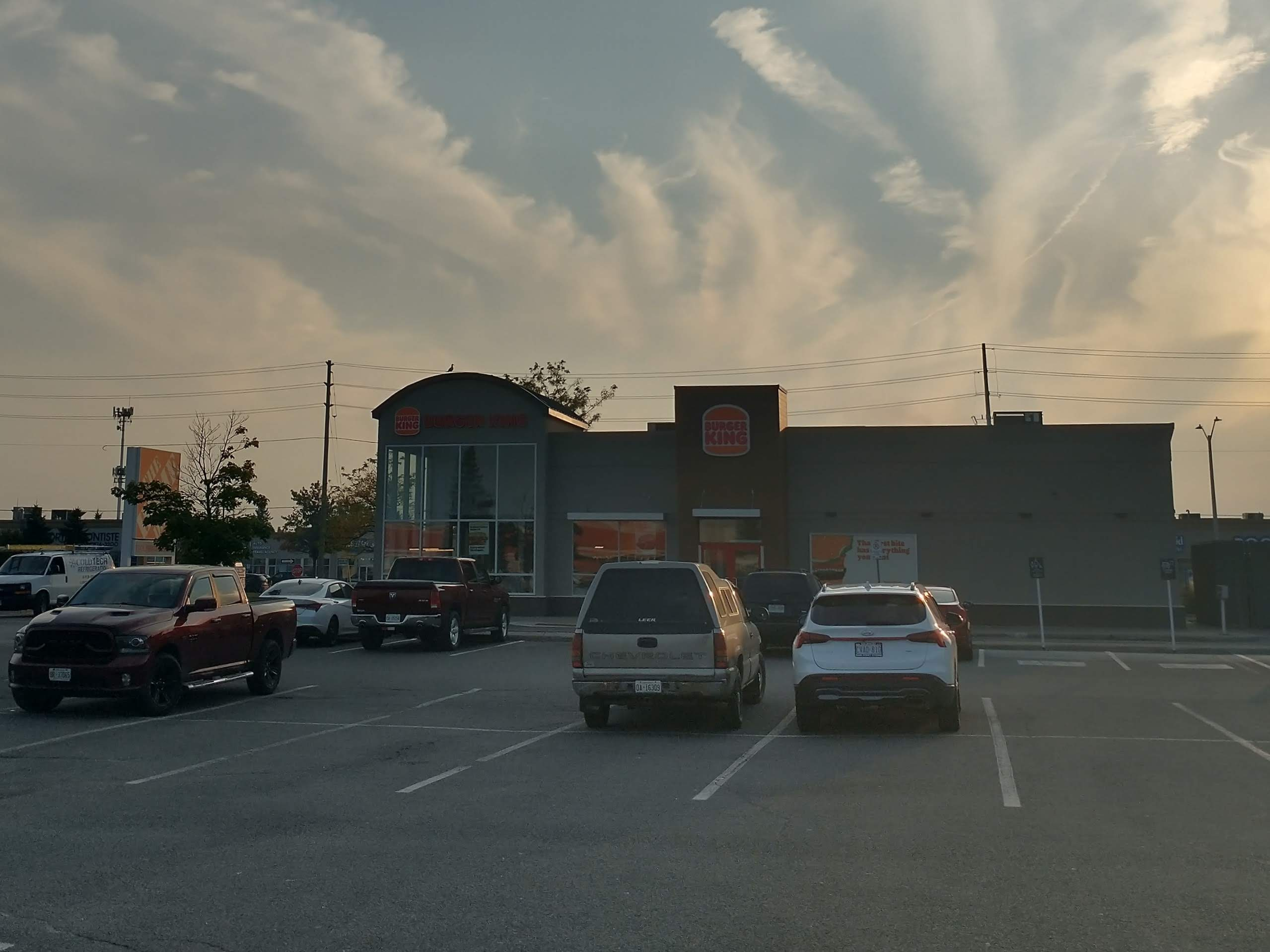
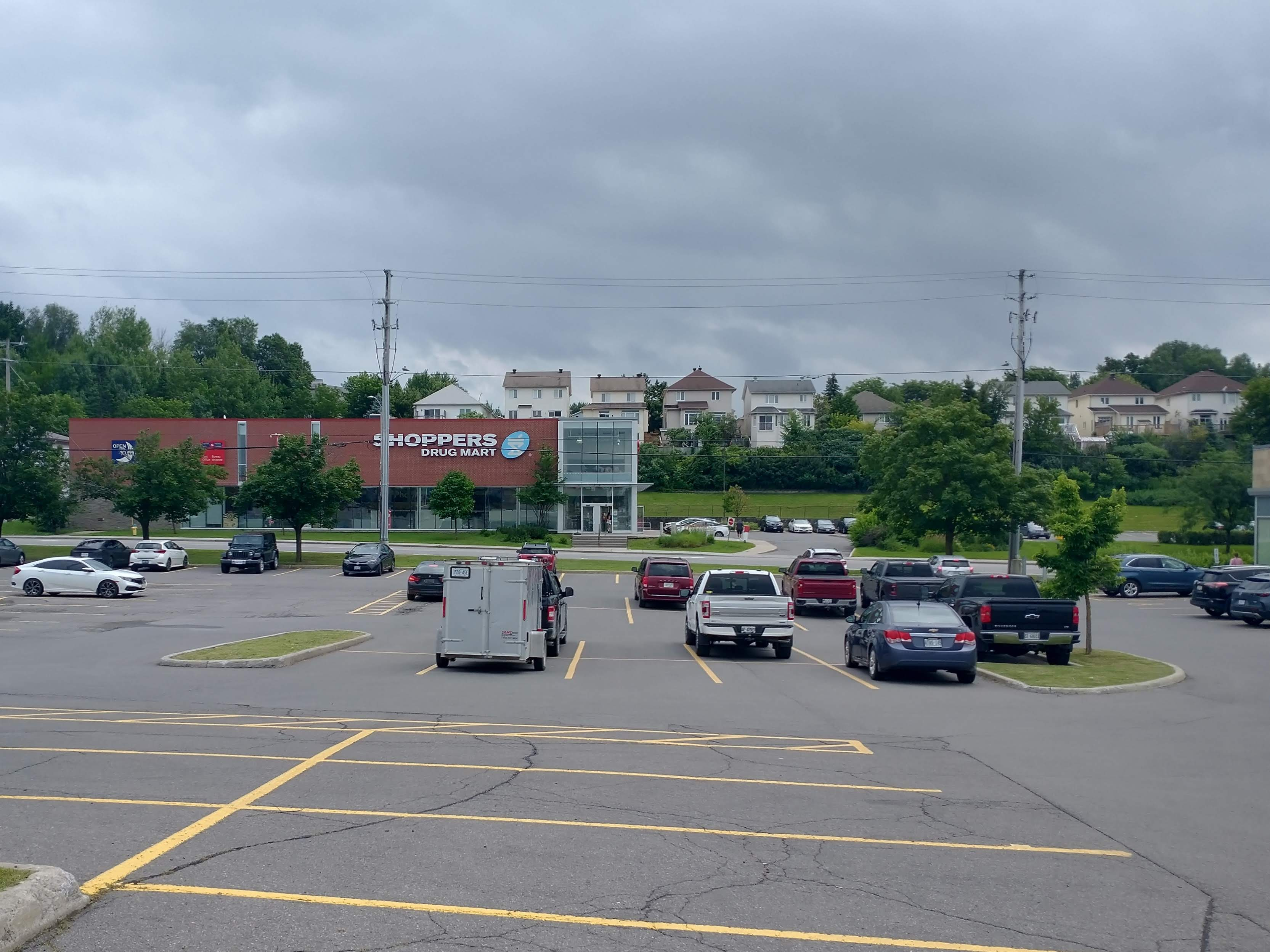
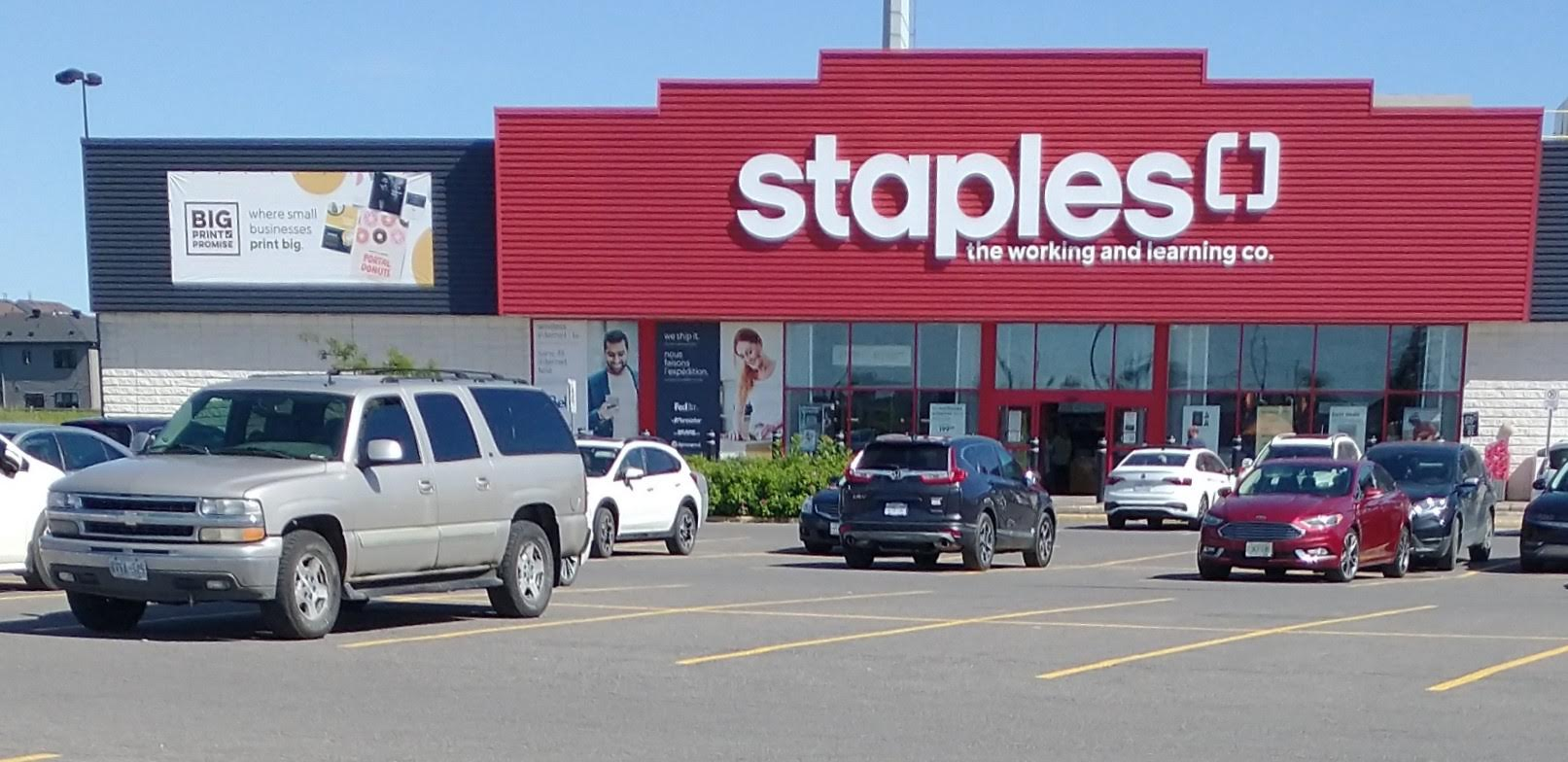
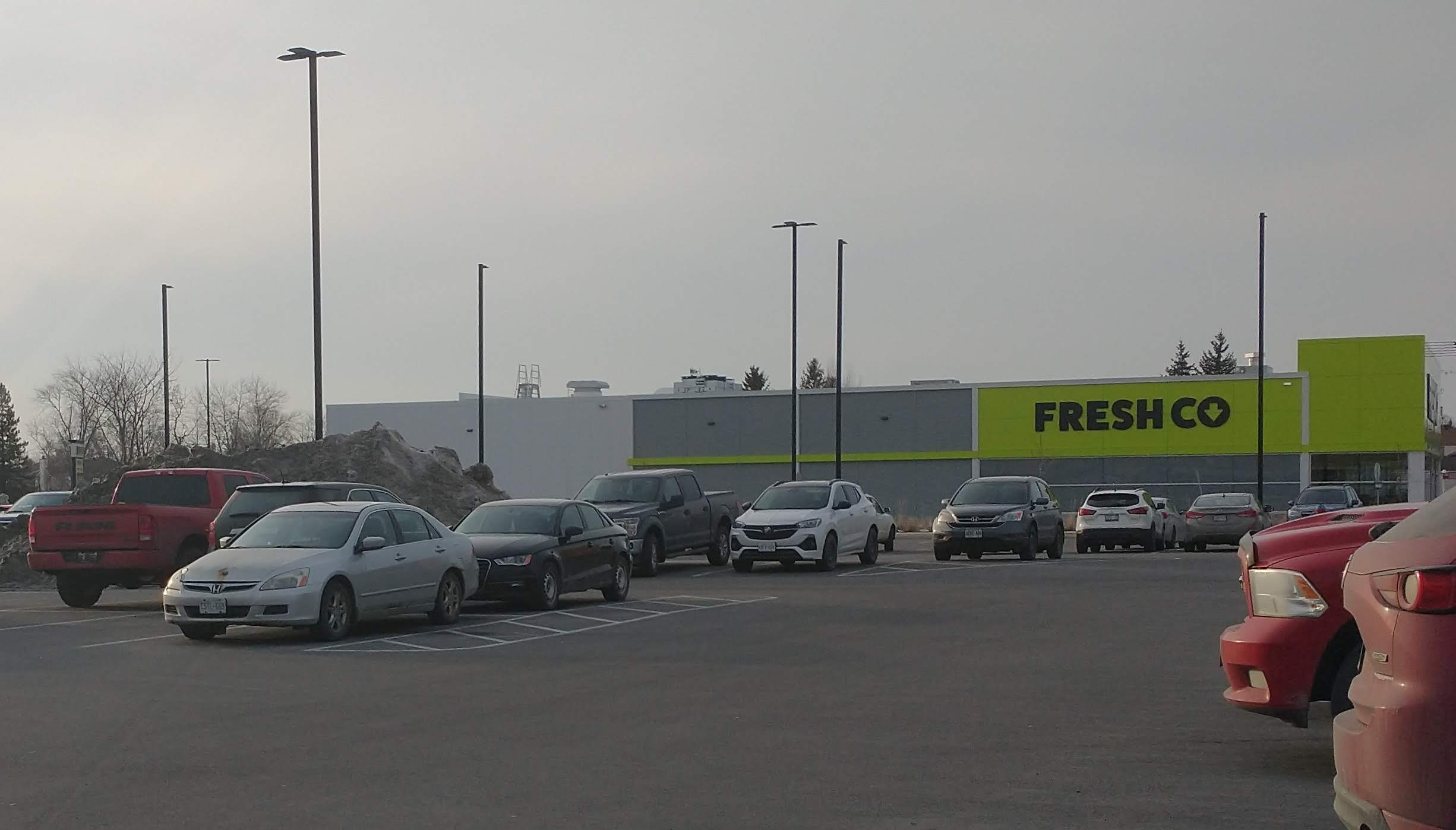